# Ragazza paradiso
Ragazza paradiso è un singolo del cantautore italo-abanese Ermal Meta, pubblicato il 16 giugno 2017 come secondo estratto dal secondo album in studio Vietato morire.
Il brano, presentato alla manifestazione canora del Summer Festival è risultato il più votato in rete e ha vinto il Premio Radio 105.

## Formazione
Musicisti
- Ermal Meta – arrangiamento, voce, cori, sintetizzatore, pianoforte, chitarra
- Roberto Cardelli – arrangiamento, sintetizzatore, soundscape
- Emiliano Bassi – batteria
- Matteo Bassi – basso

Produzione
- Ermal Meta – produzione, registrazione presso lo Stone Room Studio
- Roberto Cardelli – produzione, registrazione presso lo Stone Room Studio
- Simone Bertolotti – registrazione batteria presso il White Studio
- Cristian Milani – missaggio
- Stefano Salonia – assistenza tecnica
- Antonio Baglio – mastering